# Galapa (araignée)
Pour les articles homonymes, voir Galapa.
Genre
Galapa est un genre d'araignées aranéomorphes de la famille des Pholcidae.

## Distribution
Les espèces de ce genre se rencontrent aux îles Galápagos, au Costa Rica, en Colombie et au Venezuela.

## Liste des espèces
Selon World Spider Catalog (version 25.0, 31/03/2024) :
- Galapa baerti (Gertsch & Peck, 1992)
- Galapa bella (Gertsch & Peck, 1992)
- Galapa floreana Baert, 2014
- Galapa gabito Huber, 2024
- Galapa murphyi Huber, 2024
- Galapa spiniphila Huber, 2020

## Systématique et taxinomie
Ce genre a été décrit par Huber en 2000 dans les Pholcidae.

## Publication originale
- Huber, 2000 : « New World pholcid spiders (Araneae: Pholcidae): A revision at generic level. » Bulletin of the American Museum of Natural History, no 254, p. 1-348 (texte intégral).